# Norman Bassette
Norman Bassette (9 november 2004) is een Belgisch voetballer die sinds 2024 uitkomt voor Coventry City. Zijn positie is aanvaller.

## Carrière

### Jeugd
Bassette begon zijn jeugdcarrière bij Esperance Rossignol en speelde vervolgens tot de U10 bij Excelsior Virton en stapte vervolgens over naar Sporting Charleroi. Toen de afstand begon te wegen, keerde hij terug naar Virton. Daar beleefde hij een sportief moeilijk jaar, waarna hij na amper één jaar opnieuw de oversteek maakte naar Charleroi. Toen hij daar verkeerd werd uitgespeeld, schreef zijn vader hem in bij Entente Bertrigeoise, een kleinere club dichter bij huis.
Toen Bassette in zijn debuutseizoen bij Bertrix vlot scoorde, mocht hij op de proef gaan bij Standard Luik. Daar werd hij na een testperiode van vier weken niet aangenomen, maar tijdens zijn laatste wedstrijd met Standard merkte iemand van KAS Eupen hem wel op. Bassette sloot zich daarop aan bij de ploeg uit de Oostkantons, die een internaat  voor hem regelde. Daar werd hij gepest, waardoor hij uiteindelijk weer thuis ging wonen. Later belde de opvoeder van internaat hem op met de vraag of Bassette bij hem wilde intrekken, zodat hij niet telkens heen en weer hoefde te reizen. Later trok hij in bij de beste vriend van die opvoeder, die geen kinderen had.
Eupen deed aanvankelijk zijn uiterste best om Bassette aan boord te houden – het bracht hem zelfs onder in een internaat voor jongeren met beperkte mobiliteit –, maar uiteindelijk moest hij plaats ruimen voor een lading Qatarese U18-spelers. Bassette schreef zich daarop in voor een mechanische opleiding. Wanneer zijn management in juni 2020 een video naar SM Caen stuurt, kreeg hij twee maanden later de kans om te gaan testen bij de Franse club. Daar scoorde hij in vier wedstrijden zeven keer, waarop hij er kon tekenen.

### SM Caen
Vanwege zijn leeftijd kon Bassette zich pas in januari 2021 officieel aansluiten bij Caen. Hij sloot aanvankelijk aan bij de U17 van Caen, waar hij vanwege de coronapandemie enkel vriendschappelijke wedstrijden speelde. In zijn eerste wedstrijd bij de U19 liep hij meteen een blessure op die hem drie maanden aan de kant hield. Daarna ging het snel voor Bassette: op 21 augustus 2021 kreeg hij een basisplaats tijdens de competitiewedstrijd tussen Saint-Pryvé Saint-Hilaire FC en het tweede elftal van Caen in de Championnat National 2. Op 28 augustus 2021 nam trainer Stéphane Moulin hem op in de wedstrijdselectie voor de competitiewedstrijd tegen Nîmes Olympique, maar Bassette kreeg uiteindelijk geen speeltijd. Op 11 september 2021 was het tegen Pau FC wél zover: in de 85e minuut liet Moulin hem invallen voor Johann Lepenant. Met zijn 16 jaar en 10 maanden werd hij de tweede jongste speler ooit die een officiële wedstrijd in het eerste elftal van Caen speelde, na M'Baye Niang.
In februari 2022 ondertekende Bassette, die in mei 2021 een stagiairecontract had ondertekend bij Caen, zijn eerste profcontract van de Franse club. Zijn speeltijd bij het eerste elftal bleef in het seizoen 2021/22 beperkt tot die ene invalbeurt tegen Pau, bij het B-elftal daarentegen speelde hij zeventien competitiewedstrijden in de Championnat National 2, waarin hij vier keer scoorde.
Op 10 september 2022, quasi dag op dag een jaar na zijn officiële debuut, liet Moulin hem in de 3-1-competitiezege tegen Amiens SC in de 81e minuut invallen voor Samuel Essende. Bassette speelde dat seizoen twaalf wedstrijden in de Ligue 2, waarvan weliswaar tien als invaller. Op 18 februari 2023 scoorde Bassette zijn eerste doelpunt in de Ligue 2: nauwelijks een paar minuten na zijn invalbeurt legde hij tegen Grenoble Foot 38 de 2-1-eindscore vast. In het seizoen 2022/23 was Bassette ook goed voor vijf goals in negen competitiewedstrijden voor Caen B.

### KV Mechelen
Op 31 augustus 2023 ondertekende Bassette, die begin augustus al eens kort was ingevallen voor Caen tegen Paris FC, een huurcontract van een jaar bij KV Mechelen. Mechelen bedong een aankoopoptie in het huurcontract van de jeugdinternational. Bassette kon ook rekenen op interesse van onder andere Club Brugge.
Bassette maakte op 17 september 2023 zijn officiële debuut in de Jupiler Pro League: tegen STVV liet trainer Steven Defour hem in de 69e minuut invallen voor Rob Schoofs. Na zes invalbeurten op rij (met daartussen een bekerwedstrijd tegen Knokke FC) kreeg hij op 11 november 2023 zijn eerste basisplaats in de competitie tegen Sporting Charleroi. Bassette dwong in deze wedstrijd de strafschop af die het enige doelpunt van de wedstrijd opleverde. In de eerstvolgende competitiewedstrijd, op 26 november tegen KV Kortrijk, opende hij zijn doelpuntenrekening voor KV Mechelen. In de laatste twee wedstrijden van het kalenderjaar scoorde hij ook in de 3-0-competitiezege tegen Standard Luik en de 3-1-nederlaag tegen Sporting Charleroi. Daarna was Bassette maandenlang buiten strijd met een meniscusblessure.
Op 8 maart 2024 vierde Bassette zijn wederoptreden bij KV Mechelen: op de voorlaatste speeldag van de reguliere competitie viel hij in de 72e minuut in voor winteraanwinst Islam Slimani. Op de slotspeeldag van de reguliere competitie, waarop KV Mechelen na een knappe remonte na de jaarwisseling net naast de Champions' play-offs greep, was Bassette opnieuw invaller. In de Europe play-offs scoorde hij nog tweemaal: in de 2-3-nederlaag tegen STVV scoorde hij kort voor het uur de 2-0, net als in de 3-0-zege tegen KV Mechelen drie weken later.

### Coventry City
In augustus 2024 ondertekende Bassette een vierjarig contract bij de Engelse tweedeklasser Coventry City. Naast Sturm Graz en NEC Nijmegen had ook KV Mechelen geprobeerd om Bassette los te weken bij Caen.

## Clubstatistieken
| Seizoen     | Club          | Competitie             | Competitie | Competitie | Competitie | Beker | Beker | Beker | Internationaal | Internationaal | Internationaal | Totaal | Totaal | Totaal |
| Seizoen     | Club          | Competitie             | Wed.       | Dlp.       | Ass.       | Wed.  | Dlp.  | Ass.  | Wed.           | Dlp.           | Ass.           | Wed.   | Dlp.   | Ass.   |
| ----------- | ------------- | ---------------------- | ---------- | ---------- | ---------- | ----- | ----- | ----- | -------------- | -------------- | -------------- | ------ | ------ | ------ |
| 2021/22     | SM Caen B     | Championnat National 2 | 17         | 4          | 0          | —     | —     | —     | —              | —              | —              | 17     | 4      | 0      |
| 2022/23     | SM Caen B     | Championnat National 2 | 9          | 5          | 0          | —     | —     | —     | —              | —              | —              | 9      | 5      | 0      |
| Club Totaal | Club Totaal   | Club Totaal            | 26         | 9          | 0          | 0     | 0     | 0     | 0              | 0              | 0              | 26     | 9      | 0      |
| 2021/22     | SM Caen       | Ligue 2                | 1          | 0          | 0          | 0     | 0     | 0     | —              | —              | —              | 1      | 0      | 0      |
| 2022/23     | SM Caen       | Ligue 2                | 12         | 1          | 0          | 1     | 0     | 0     | —              | —              | —              | 13     | 1      | 0      |
| 2023/24     | SM Caen       | Ligue 2                | 1          | 0          | 0          | 0     | 0     | 0     | —              | —              | —              | 1      | 0      | 0      |
| Club Totaal | Club Totaal   | Club Totaal            | 14         | 1          | 0          | 1     | 0     | 0     | 0              | 0              | 0              | 15     | 1      | 0      |
| 2023/24     | → KV Mechelen | Jupiler Pro League     | 22         | 5          | 1          | 1     | 0     | 0     | —              | —              | —              | 23     | 5      | 1      |
| Club Totaal | Club Totaal   | Club Totaal            | 22         | 5          | 1          | 1     | 0     | 0     | 0              | 0              | 0              | 23     | 5      | 1      |
| 2024/25     | Coventry City | EFL Championship       | 25         | 2          | 0          | 4     | 0     | 1     | —              | —              | —              | 29     | 2      | 1      |
| Club Totaal | Club Totaal   | Club Totaal            | 25         | 2          | 0          | 4     | 0     | 1     | 0              | 0              | 0              | 29     | 2      | 1      |
| Totaal      | Totaal        | Totaal                 | 87         | 17         | 1          | 6     | 0     | 1     | 0              | 0              | 0              | 93     | 17     | 2      |

Bijgewerkt op 26 april 2025.

## Interlandcarrière

### Rode Duivels
Door veelvuldig blessureleed bij het Belgisch voetbalelftal werd Norman Basette door bondscoach Domenico Tedesco verrassend opgeroepen voor een interland tegen Israël in de Nations League. Op 17 november 2024 mocht hij in de laatste minuut invallen voor Arne Engels. België ging met 1-0 ten onder. Ook Matte Smets en Killian Sardella vierden hun debuut in deze wedstrijd.

## Interlands
| Interlands van Norman Bassette voor België | Interlands van Norman Bassette voor België | Interlands van Norman Bassette voor België | Interlands van Norman Bassette voor België | Interlands van Norman Bassette voor België | Interlands van Norman Bassette voor België |
| No.                                        | Datum                                      | Wedstrijd                                  | Uitslag                                    | Soort Wedstrijd                            | Doelpunten                                 |
| Als speler bij Coventry City               | Als speler bij Coventry City               | Als speler bij Coventry City               | Als speler bij Coventry City               | Als speler bij Coventry City               | Als speler bij Coventry City               |
| ------------------------------------------ | ------------------------------------------ | ------------------------------------------ | ------------------------------------------ | ------------------------------------------ | ------------------------------------------ |
| 1.                                         | 17 november 2024                           | Israël – België                            | 1 – 0                                      | UEFA Nations League 2024/25                | -                                          |
| Totaal                                     | Totaal                                     | Totaal                                     | Totaal                                     | Totaal                                     | 0                                          |

Bijgewerkt t/m 17 november 2024.
1 Moore ·
2 Binks ·
3 Dasilva ·
4 Thomas ·
5 McFadzean ·
6 Kelly  ·
7 Sakamoto ·
8 Allen ·
9 Simms ·
10 O'Hare ·
11 Wright ·
13 Wilson ·
14 Sheaf ·
21 Bidwell ·
22 Latibeaudiere ·
24 Godden ·
27 Van Ewijk ·
28 Eccles ·
30 Tavares ·
32 Burroughs ·
36 Howley ·
38 Hamer ·
40 Collins ·
45 Palmer ·
Coach: Robins